# Vladimir Moulin
 (juin 2023).
Si vous disposez d'ouvrages ou d'articles de référence ou si vous connaissez des sites web de qualité traitant du thème abordé ici, merci de compléter l'article en donnant les références utiles à sa vérifiabilité et en les liant à la section « Notes et références ».
Vladimir Moulin est un peintre français (1921-1995). 

## Biographie
Né Dominique Jules Loys Moulin à Paris (7e arrondissement) le 6 décembre 1921, dès son plus jeune âge, ses parents décident de l'inscrire dans l'atelier de Conrad Kickert, peintre hollandais ayant fondé l’Académie libre à Montparnasse. Il complète sa formation à l’école des Beaux Arts du Havre (1939-40) puis à l’École de l'affichiste Paul Colin (1940-42).
Dans le Saint-Germain des Prés de l'après guerre, il participe au mouvement de l’abstraction lyrique et se lie d’amitié avec les peintres Oscar Gauthier, Ivan Kawun, Xavier Longobardi, Alexandre Goetz, Louis Nallard, Maria Manton, Istrati, Dumitrescu, Camille Bryen et bien d'autres avec lesquels il exposera à plusieurs reprises (Galerie du Haut Pavé, Galerie 9, Galerie Mondon et Massol ainsi que des expositions régulières au Salon des Réalités Nouvelles).
Dans les années 1970, il s’oriente vers le figuratif et présente des portraits ainsi que des intérieurs, mais un grave accident l'oblige à se retirer de la scène artistique.
Une œuvre de Vladimir Moulin sera présentée lors d’une rétrospective organisée en 1980 par la Mairie du 6e arrondissement de Paris, "Peintres de l'abstraction lyrique à Saint-Germain-des-Prés" témoignant de son active contribution à ce mouvement des années 1950.
Il meurt le 19 avril 1995 à Paris (16e arrondissement)